# ژان پیر داروسین
ژان پیر داروسین (فرانسوی: Jean-Pierre Darroussin‎؛ زادهٔ ۴ دسامبر ۱۹۵۳) یک هنرپیشه و کارگردان فیلم اهل فرانسه است. وی از سال ۱۹۷۹ میلادی تاکنون مشغول فعالیت بوده‌است.
از فیلم‌ها یا برنامه‌های تلویزیونی که وی در آن نقش داشته است می‌توان به لو آور، یکشنبه طولانی نامزدی، داستان ما، عید، مرد من و اگر من یک مرد ثروتمند بودم اشاره کرد.